# Tabea Hilbert
Tabea Hilbert (* 5. Dezember 1996 in Essen) ist eine deutsche Synchronsprecherin, Hörspielsprecherin, Hörbuchsprecherin, Sounddesignerin, Produzentin und Musikerin.

## Synchron-Karriere
Hilbert ist als Sprecherin diverser Haupt- sowie Nebenfiguren von TV-Produktionen, hauptsächlich Anime-Serien, aktiv. So lieh sie 2016 unter anderem Nathan in Yokai Watch und Hiyori Sarugaki in Bleach ihre Stimme. Zudem spricht sie Hörbücher und -spiele ein. Sie schloss 2019 ein Studium in Anglistik, Amerikanistik und Kommunikations- und Medienwissenschaften an der Heinrich-Heine-Universität in Düsseldorf ab und absolvierte an der Goldsmiths University in London ihren Master in Filmproduktion und Sounddesign. Für die dritte Staffel der Netflix-Serie How To Sell Drugs Online (Fast) war sie bei der BTF als Sounddesignerin tätig.

## Musik-Karriere
Unter dem Pseudonym Taby Pilgrim veröffentlicht sie seit 2013 auf ihrem YouTube-Profil diverse viel beachtete Medleys mit Songs des Rappers Alligatoah, der erste Teil hat (Stand: Januar 2024) rund 1,7 Millionen Aufrufe. Darüber hinaus nahm sie im August 2019 den selbstgeschriebenen Song Hauptsache Content samt dazugehörigem Musikvideo auf. Im Mai 2020 folgte ihr erstes Rap-Album Pilgerreise. Zwischen September 2020 und Dezember 2021 sprach sie in dem Podcast Der Boden ist Laber mit der Rapperin Liser, produziert wurde der Podcast von dem Kölner Medienstudio bleibtZuhause.tv. Im Rahmen der letzten Folge des Podcasts kündigten die beiden Künstlerinnen ein gemeinsames Album mit dem Namen JA an, welches am 22. Juli 2022 veröffentlicht wurde. Es folgten weitere Singleveröffentlichungen und Support-Konzerte für beispielsweise Peat, Fatoni, CONNY, Juse Ju und Edgar Wasser. Mit dem Release der Single „Nimmersatt“ featuring Peat am 19. Januar 2024 kündigt Taby Pilgrim ihr zweites Soloalbum „Nest“ an, das am 26. April 2024 erschien.

## Sprechrollen (Auswahl)

### Filme/Serien
- 2016: Nathan Adams in Yokai Watch
- 2016: Karin Kurosaki in Bleach
- 2016: Izuku Midoriya (jung) in My Hero Academia
- 2017: Licca Kusunoki in God Eater
- 2017: Adam Wilts in Die kleine Meerjungfrau – Freunde fürs Leben
- 2017: Oryou in Girls und Panzer
- 2017: Hiromi Sakuma in Shirobako
- 2018: Brent in Die Piraten von Nebenan
- 2018: Hiroto in Divine Gate
- 2019: Leo in Detektei Layton: Katrielles rätselhafte Fälle
- 2019: Hiyori Sarugaki in Bleach
- 2021: Kanade in BOFURI: I Don't Want to Get Hurt, so I'll Max Out My Defense

### Hörbücher/-spiele
- 2009: Anne Hertz: Juni und ich – Flunkern wie gedruckt, der Hörverlag
- 2013: Anne Hertz: Juni und ich – auf Schritt und Tritt genial
- 2019: Andrea Schütze: Emma und Emilio – Ein (fast) perfektes Katzenglück
- 2019: Sabine Bohlmann: Wie ich Fräulein Luise entführte und mit ihr eine geheime Reise unternahm
- 2019: Anna Woltz: Gips oder Wie ich an einem einzigen Tag die Welt reparierte
- 2019: Hannah Siebern: Barfuß im Herzen
- 2019: Greta Milán: Vincent (Rolle: Tessa)
- 2019: Colleen Hoover: Maybe Now  (Rolle: Maggie)
- 2019: Rachel Caine: Wer die Furcht kennt (Rolle: Lanny)
- 2020: Alexandra Fuchs: Der Fluch der Götter
- 2021: Alexandra Fuchs: Das Zeichen der Götter
- 2022: Barbara Laban: Die Schule der Felidix (Audible exklusiv)

### Videospiele
- 2016: Yokai Watch
- 2017: Yokai Watch 2: Kräftige Seelen
- 2018: Yokai Watch 2: Geistige Geister
- 2017: Yokai Watch 2: Knochige Gespenster
- 2018: Yokai Watch 3
- 2024: Morriton Manor Stories: Nordic Whispers (Demo)

## Veröffentlichungen (Musik)
- 2019: Hauptsache Content (Single)
- 2020: PSA (Single)
- 2020: Tu was du auch lassen kannst (Single)
- 2020: 21 Tüten Sonnenblumenkerne (Single)
- 2020: Pilgerreise (Album)[7]
- 2020: Zucchini & Auberginen (Single, mit MC Smook)
- 2021: Maladaptiv (Single)
- 2021: Coole Rapper (Single)[8]
- 2021: Alle meine Homies (Single)
- 2021: Bau mir nen Schrank (Single, mit The toten Crackhuren im Kofferraum und Blond)
- 2022: JA (Album)[9]
- 2022: BEAT 'EM UP (Single, mit Thizzy)
- 2022: Klar kann ich woanders traurig rein (Single, mit CONNY)
- 2022: Je Neu Desto Geil (Single, mit BLUTHUND)
- 2023: Dabei Dacht* Ich (Single, mit Thizzy und Alieu)
- 2023: Du (Single, mit Peat)
- 2024: Nimmersatt (Single, mit Peat)
- 2024: Nest (Album)

## Veröffentlichungen (Podcasts)
- 2020–2021: Der Boden ist Laber[4]

## Sonstiges
Ihr Vater Jörg Hilbert ist der Schöpfer der Kinderbuchreihe Ritter Rost. Sie sang 2009 die Songs zu seinem Bilderbuch Der Sonnenmacher ein.